# FTSE/Athex 20
El FTSE/Athex 20 (anteriormente FTSE/ASE 20) es un índice bursátil griego, siendo considerado como la principal referencia del mercado financiero en Grecia y está compuesto por las veinte compañías con mayor capitalización negociadas en la Bolsa de Atenas. Se creó en cooperación entre las empresas FTSE Group ("FTSE") y Athens Exchange S.A. (ATHEX). La selección para pertenecer o quitar compañías a dicho índice se realiza según lo acordado por el FTSE y un Comité Consultivo ATHEX. Su base de cotización es en euros €. Su código ISIN es GRI99201A006.

Entre sus principales empresas están el Banco Nacional de Grecia, OPAP S.A. y Hellenic Telecom Org. 

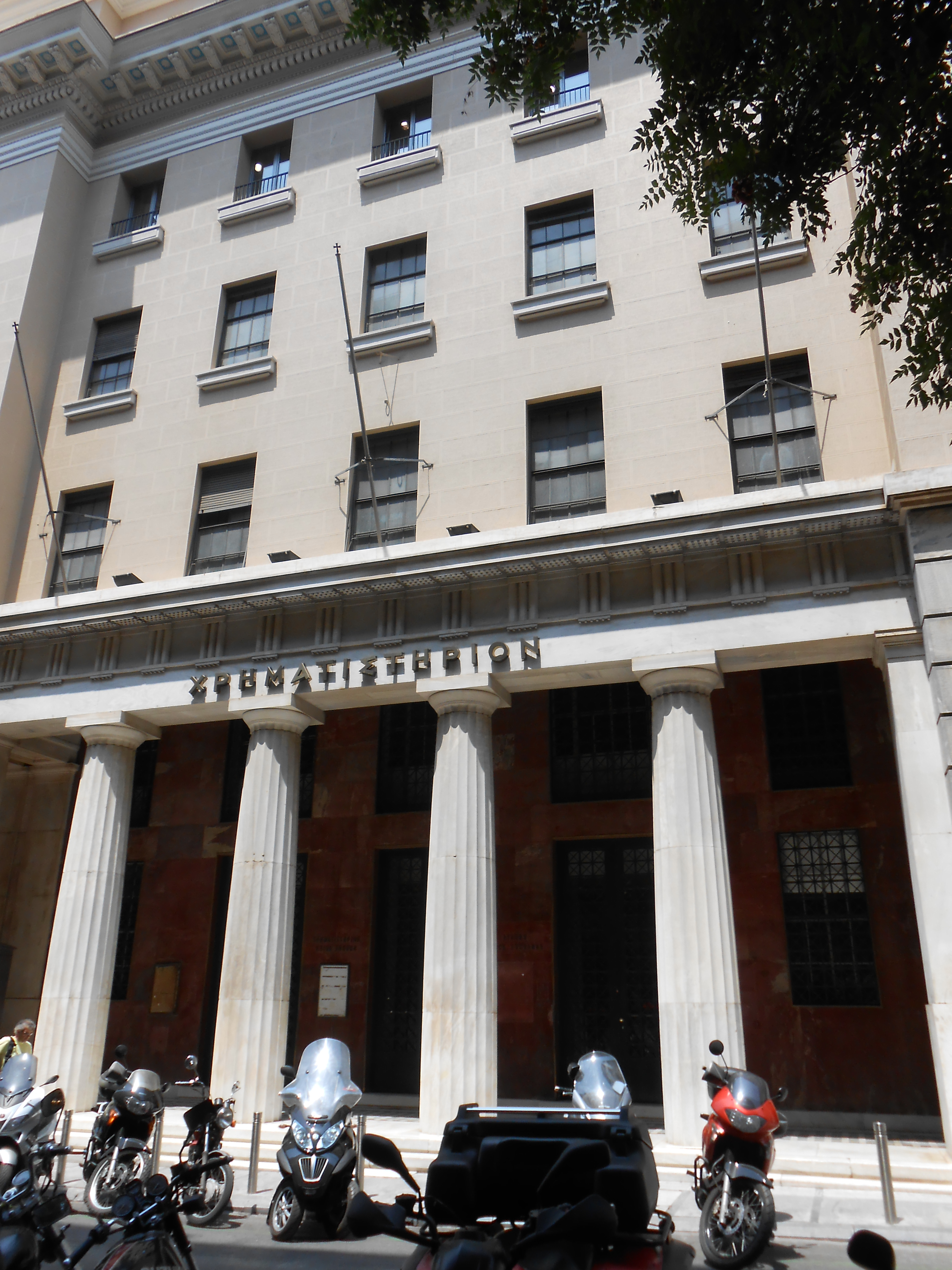
Antigua bolsa de Atenas.

## Composición
| Compañía                     | Logo  | Símbolo  | Peso en el índice (%) |
| ---------------------------- | ----- | -------- | --------------------- |
| National Bank of Greece S.A. |       | ETE      | 24.31                 |
| Alpha Bank S.A.              |       | ALPHA    | 9.70                  |
| OPAP S.A.                    |       | OPAP     | 8.38                  |
| Piraeus Bank S.A.            |       | TPEIR    | 8.27                  |
| EFG Eurobank Ergasias S.A.   |       | EUROB    | 8.24                  |
| Hellenic Telecoms S.A. (OTE) | 100px | HTO      | 7.88                  |
| Bank of Cyprus               |       | BOC      | 5.55                  |
| Marfin Investment Group S.A. |       | MIG      | 5.54                  |
| Marfin Popular Bank          |       | MARFB    | 4.79                  |
| Coca-Cola HBC S.A.           |       | EEEK     | 3.66                  |
| Titan Cement S.A.            | 100px | TITK     | 2.87                  |
| DEI S.A.                     |       | PPC      | 2.37                  |
| Hellenic Petroleum S.A.      |       | ELPE     | 1.46                  |
| Ellaktor S.A.                |       | ELLAKTOR | 1.42                  |
| TT Hellenic Postbank S.A.    |       | TT       | 1.32                  |
| Intralot                     |       | INLOT    | 1.11                  |
| Mytilineos Holdings S.A.     |       | MYTIL    | 0.92                  |
| Viohalco S.A.                |       | BIOX     | 0.83                  |
| Motor Oil Hellas S.A.        |       | MOH      | 0.78                  |
| ATEbank S.A.                 |       | ATE      | 0.61                  |